# Martin Göhring

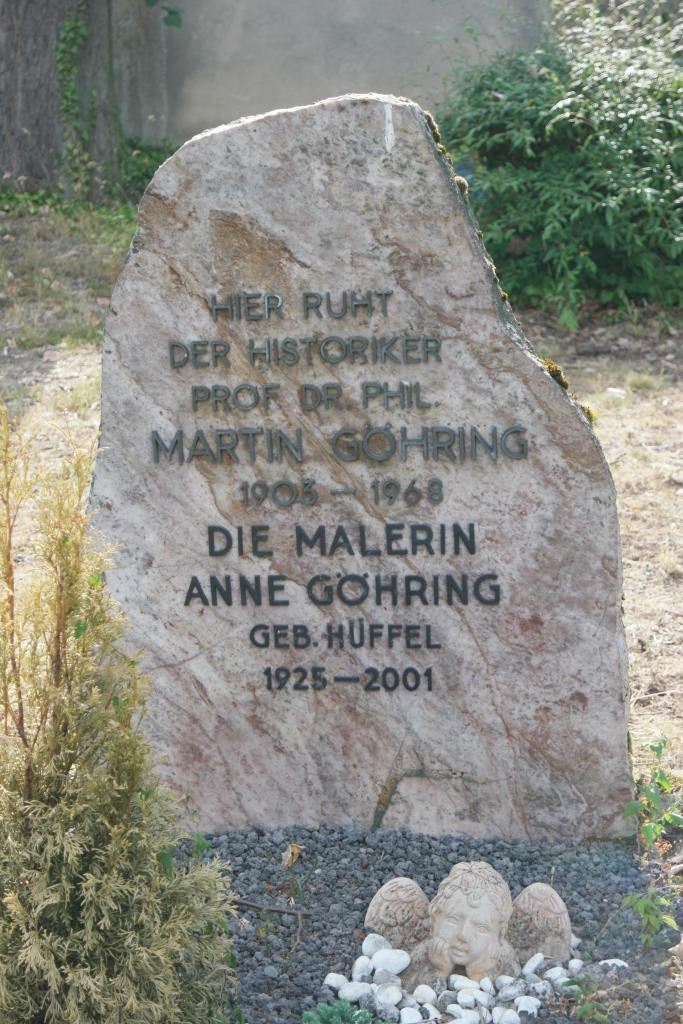
Grab von Martin Göhring auf dem Hauptfriedhof Mainz

Martin Göhring (* 21. November 1903 in Ostdorf (Württemberg); † 8. März 1968 in Mainz) war ein deutscher Historiker.

## Leben
Der evangelische, aus einer landwirtschaftlichen Familie stammende Göhring legte 1927 das Externenabitur in Esslingen am Neckar ab. Er studierte Geographie, Germanistik und Geschichte an den Universitäten Tübingen, Paris, Halle und Kiel. Bei Otto Becker wurde er 1932 promoviert über Die Feudalität in Frankreich vor und in der französischen Revolution. Zum 1. Dezember 1934 trat er der NSDAP bei (Mitgliedsnummer 3.592.606). Zwischen 1933 und 1937 forschte er in Frankreich. Er habilitierte sich 1938 in Kiel über Ämterkäuflichkeit im Ancien Régime. An der Universität Halle erhielt er 1939 eine Dozentur für Mittlere und Neuere Geschichte. Er war jedoch ab 1940 im besetzten Frankreich zur Bearbeitung von Akten des französischen Außenministeriums abgestellt. Von 1942 bis 1944 war er außerordentlicher Professor der politischen Auslandskunde und Westeuropa-Geschichte an der nationalsozialistischen Reichsuniversität Straßburg.
1945 wurde Göhring Lehrbeauftragter für neuere französische Geschichte an der Universität Tübingen, von 1947 bis 1960 Gastprofessor an der Technischen Hochschule Stuttgart. Im Jahre 1951 ging er als Direktor der Abteilung für Universalgeschichte an das Institut für Europäische Geschichte in Mainz. Daneben war er von 1961 bis zu seinem Tod ordentlicher Professor an der Universität Gießen.
Von 1959 bis 1969 war er Mitglied des Beirats der Friedrich-Naumann-Stiftung.
Den Schwerpunkt von Göhrings wissenschaftlicher Arbeit bildete die Geschichte Westeuropas, insbesondere Frankreichs. Einer seiner Assistenten war Ernst Schulin, später Professor für Neuere Geschichte in Freiburg.

## Schriften (Auswahl)
- Die Ämterkäuflichkeit im Ancien régime. Ebering, Berlin 1938.
- Weg und Sieg der modernen Staatsidee in Frankreich. Mohr, Tübingen 1946, 2. Aufl. 1947.
- Stresemann. Mensch, Staatsmann, Europäer. Steiner, Wiesbaden 1956.
- Bismarcks Erben 1890–1945. Deutschlands Weg von Wilhelm II. bis Adolf Hitler. Steiner, Wiesbaden 1958, 2. Aufl. 1959.
- Napoleon. Vom alten zum neuen Europa. Musterschmidt, Göttingen 1959, 2. Aufl. 1965.